# Der kleine Vampir (2000)
Der Familienfilm Der kleine Vampir aus dem Jahr 2000 ist eine Koproduktion von Deutschland, den Niederlanden und den USA. Die Literaturverfilmung entstand frei nach den Der-kleine-Vampir-Büchern von Angela Sommer-Bodenburg. Der Film wurde mit dem Prädikat „besonders wertvoll“ ausgezeichnet.

## Handlung
Der neunjährige Tony Thompson muss mit seinen Eltern aus der amerikanischen Großstadt San Diego in ein kleines schottisches Dorf ziehen. Seit seiner Ankunft in Schottland wird Tony immer wieder von Albträumen geplagt: Er träumt fast jede Nacht von einer Vampirversammlung, bei der ein Amulett mit einem Edelstein eine große Rolle spielt. Und Tony träumt auch von einem grausamen Vampirjäger, der diese Versammlung sprengt und dafür sorgt, dass die Vampire den Edelstein verlieren. Der Edelstein fällt von einer Klippe und ein Vampir springt hinterher – und genau an dieser Stelle wacht Tony immer wieder auf.
Dadurch, dass Tony offen von seinen Vampirträumen erzählt, findet er keine Freunde in seiner neuen Schule. Tonys Vater Bob arbeitet für den schottischen Lord McAshton und soll für diesen auf dessen Grundstück einen neuen Golfplatz anlegen. McAshtons Enkel verprügeln Tony jeden Tag und denken sich regelmäßig neue Demütigungen für den unbeliebten Tony aus.
Da verirrt sich eines Nachts, als seine Eltern auf einer Party der McAshtons sind, eine Fledermaus in Tonys Zimmer. Diese entpuppt sich als Rüdiger von Schlotterstein, der vor über 300 Jahren als Neunjähriger zum Vampir geworden und auf der Flucht vor dem Vampirjäger Geiermeier ist.
Rüdiger hält Tony zunächst auch für einen Vampir, weil dieser sich zum Spaß als Vampir verkleidet hatte, um sein Kindermädchen zu erschrecken. Als Rüdiger aber erkennt, dass Tony doch nur ein Sterblicher ist, will er aus dessen Zimmer wieder verschwinden. Doch ist er dazu zu geschwächt und er fällt aus dem Fenster.
Tony hilft daraufhin Rüdiger eine Kuh zu finden, da Rüdiger Tony erzählt hat, dass Vampire sich schon seit Längerem auf das Blut von Kühen umgestellt hätten. So findet dieser Vampire gar nicht mehr so schrecklich und die beiden freunden sich an. Während Rüdiger noch im Kuhstall ist, geht Tony nach draußen und gerät fast in die Fänge des Vampirjägers Geiermeier, der ihnen gefolgt ist. Rüdiger kann Tony noch so eben retten und damit beginnt ihre richtige Freundschaft. Da Geiermeier Rüdiger gefährlich nahe auf der Spur ist, schläft dieser schließlich in Tonys Kinderzimmer. Als Sargersatz und Versteck dient Rüdiger eine große Spielzeugtruhe.
Einen Abend später, auf dem Friedhof, erzählt Rüdiger Tony schließlich von einer Vampirversammlung, die vor 300 Jahren stattfand: Damals verloren die Vampire einen Edelstein, der sie retten und wieder zu Sterblichen machen könne. Tony erkennt in dieser Erzählung seinen eigenen Traum und beschließt, Rüdiger und seiner Familie zu helfen. Der Vampirjäger Geiermeier stellt sich schließlich als ein Nachfahre jenes Vampirjägers heraus, der damals die Versammlung auflöste.
Dort treffen die beiden auch auf Rüdigers Familie. Die ist erst gar nicht so begeistert davon, dass sich ihr Sohn nun mit einem Sterblichen abgibt, Ausnahme ist jedoch Rüdigers Schwester Anna: Sie verliebt sich sofort in Tony. Und als Tony die gesamte Familie von Schlotterstein vor dem fanatischen Geiermeier rettet, nehmen sie ihn als Ehrenmitglied in ihre Familie auf.
Auf dem Nachhauseweg erzählt Tony Rüdiger seine Leidensgeschichte, die er seit Ankunft in Schottland durchläuft. So beschließen beide, die jungen Lords McAshtons aufzusuchen. In deren Kinderzimmer droht Rüdiger den beiden und zwingt ihnen das Versprechen ab, Tony nun als ihren Herrn und Meister anzuerkennen und ihm zu dienen.
Nachdem Tony und Rüdigers Vater Ludwig am nächsten Abend in der Gruft eine gemeinsame Vision hatten, in dem auch ein schottisches Wappen auftaucht, bietet sich Tony an, mehr über dieses Wappen herauszufinden. Bei den McAshtons findet Tony durch einen Zufall heraus, dass Rüdigers Onkel Wenzel, der seinerzeit versucht hatte, den Edelstein zu retten, an die schottische Küste verschlagen worden war. Und dort hatte er eine junge Adlige, Lady Elisabeth McAshton, zur Vampirin gemacht, die sich schließlich als eine Ahnin des jetzigen Lords McAshton herausstellt. Tony versteckt schließlich die Vampirfamilie im Keller seines Hauses, da der Friedhof und die Gruft zu unsicher geworden sind. Anna kommt noch kurz vor Sonnenaufgang in Tonys Zimmer und gibt ihm eine magische tote Maus: Sollte Tony jemals in Schwierigkeiten geraten, so müsse er nur pfeifen und sie werde ihm dann helfen.
Geiermeier und Lord McAshton suchen ebenfalls die Grabstätte der Lady Elisabeth, und Tony verfolgt die beiden. In der Gruft der McAshtons fällt Tony dummerweise beiden in die Hände, die ihn nun in der Gruft einsperren.
In seiner Angst pfeift Tony nun Annas Melodie. Dieser Hilferuf erreicht Anna in Antons Keller. Trotz des strahlenden Sonnenscheins begeben sich die Vampirgeschwister zu Tony und laufen prompt Tonys Vater in die Hände. Doch die beiden verkleideten Vampirkinder können Tonys Vater täuschen, indem sie vorgeben Tony und Rüdiger zu sein. In der Gruft entdecken die Freunde einen Geheimgang und schließlich auch das Grab der inzwischen gepfählten Vampirin Elisabeth. Als Tony die Leiche der Gräfin anfasst, hat er die entscheidende Vision: Der gesuchte Edelstein ist in seinem Schlafzimmer. Das erzählt er auch seinen beiden Vampirfreunden, die nicht ahnen, dass sie inzwischen von Geiermeier belauscht werden.
Tony und Rüdiger versuchen nun, den Edelstein zu finden, während Anna sich zu den Klippen begibt, wo ihr Bruder Lumpi inzwischen mit dem Ruf begonnen hat.
Auch machen sich Rüdigers Eltern auf den Weg, als sie mitbekommen, wie sich Tonys Eltern sorgen, dass dieser noch nicht nach Hause gekommen ist: Sie klingeln an und laden Tonys Eltern, Bob und Helga, ein, mit ihnen den Kometen zu betrachten.
In der Zwischenzeit sind auch Rüdiger und Tony zuhause angekommen, wo sie nach kurzem Suchen den Edelstein in Tonys Zimmer finden und von Geiermeier überrascht werden. Dieser entführt Tony kurz entschlossen und Rüdiger beginnt wenig später seine Befreiungsaktion. Tony ist es zwischenzeitlich gelungen, den Edelstein gegen die tote Maus (die er von Anna bekommen hat) umzutauschen, und fliegt mit Rüdiger schließlich auch zu den Klippen.
Doch während der Versammlung kann Geiermeier noch einmal die Vampire stören und sie auch fast auflösen, als er mit Ludwig und Tonys Eltern ein Handgemenge beginnt, wird Geiermeier von Tonys Eltern fürchterlich verprügelt.
Bei dem Handgemenge droht der Edelstein erneut verloren zu gehen, doch Tony kann ihn gerade noch fangen: Anstelle der Vampire wünscht er sich nun die Sterblichkeit der Untoten und diese lösen sich im Nebel auf.
Ein paar Wochen später ist Tony mit seinen Eltern auf dem Markt. Da sieht er, dass ein altes leer stehendes Haus neu bezogen wird, und traut seinen Augen kaum: Vor der Zufahrt stehen Rüdiger und Anna, die nun ja wieder sterblich sind.
Freudig läuft er auf sie zu, doch sie erkennen ihn nicht; da beginnt Tony, leise zu pfeifen und langsam kehrt die Erinnerung der ehemaligen Vampirkinder zurück. Ein wenig später kommen auch noch Ludwig und Hildegard hinzu, die Tony und seine Eltern sofort erkennen.

## Kritiken
Roger Ebert bemängelte auf „rogerebert.com“, dass der Film zu viele Handlungsstränge enthalte. Zum einen die Vampire, die wieder menschlich werden wollen, dann Tony der sich von seinen Mitmenschen unverstanden fühlt, weil er Vampire mag. Zudem eine Liebesgeschichte zwischen Tony und Anna, sowie Geiermeier, der den Vampiren nachjagt. Roger Moore [nicht der Schauspieler] meinte im Orlando Sentinel, dass Der kleine Vampir ein überraschend netter Film sei und wann könne man dies schon über einen Vampirfilm sagen? Brian Mc Tavish kritisierte im Kansas City Star die schauspielerische Leistung von Lipnicki und John R. McEven unterstrich dies, indem er anführte, dass Lipnicki zwar süße Gesichter machen könne, aber keinerlei Emotionen zeige.
Bei den deutschen Kritiken schrieb der Film-Dienst in der Nr. 20 (2000), dass der Film zurückhaltend in kindgerechter Weise inszeniert sei, und humorig-schaurige Familienunterhaltung biete. Gudrun Lukasz-Aden meinte in der Kinder- und Jugendfilm Korrespondenz 4 (2000) Der Kleine Vampir sei ein Plädoyer für Toleranz und biete eine Mischung aus Spannung, Abenteuer, Fantasie und Wirklichkeit.
Angela Sommer-Bodenburg, Autorin der originalen Buchreihe und Filmvorlage Der kleine Vampir, bezeichnete den Film als „sehr schön und sehr stimmungsvoll, witzig, smart, manchmal auch ein bisschen böse, und wirklich sehr gekonnt“; sie habe ihn schon häufig gesehen und er gefalle ihr jedes Mal aufs Neue so gut. Zugleich kritisierte sie jedoch das Ende des Films, bei dem die Vampire wieder zu Menschen werden, da die Tragik der Vampire in ihren Büchern genau darauf beruhe, dass sie nicht wieder zu Menschen werden können.

## Auszeichnungen
Der Film gewann 2001 den Deutschen Filmpreis in der Kategorie Bester Kinderfilm. Zudem wurde Jonathan Lipnicki für die Rolle des Tony Thompson als bester jugendlicher Darsteller für einen Saturn Award nominiert. Eine Nominierung erhielt Lipnicki außerdem für den Young Artist Award als bester jugendlicher Darsteller im Alter von zehn oder weniger Jahren in einem Spielfilm, ebenso wie Rollo Weeks für die Rolle des Rüdiger von Schlotterstein als bester jugendlicher Nebendarsteller in einem Spielfilm.

## Synchronsprecher
Die deutsche Fassung wurde bearbeitet von Interopa Film mit Buch und Synchronregie von Frank Schaff.
| Rolle            | Schauspieler       | deutsche Synchronstimme   |
| ---------------- | ------------------ | ------------------------- |
| Ludwig           | Richard E. Grant   | Bernd Rumpf               |
| Hildegard        | Alice Krige        | Heike Schroetter          |
| Rüdiger          | Rollo Weeks        | Constantin von Jascheroff |
| Anna             | Anna Popplewell    | Marie-Luise Schramm       |
| Lumpi            | Dean Cook          | David Turba               |
| Geiermeier       | Jim Carter         | Engelbert von Nordhausen  |
| Tony             | Jonathan Lipnicki  | Filipe Pirl               |
| Helga            | Pamela Gidley      | Susanna Bonasewicz        |
| Bob              | Tommy Hinkley      | Uwe Büschken              |
| Lord McAshton    | John Wood          | Lothar Blumhagen          |
| Bauer            | Jake D’Arcy        | Hans Nitschke             |
| Nigel            | Iain De Caestecker | Benjamin Babies           |
| Flint            | Scott Fletcher     | Tim Höregott              |
| Lehrer           | Johnny Meres       | Ernst Meincke             |
| Babysitter Lorna | Georgie Glen       | Sonja Deutsch             |
| Friedhofswärter  | Harry Jones        | Klaus Jepsen              |

## 3D-animierte Neuauflage
Im Jahr 2017 erschien eine gleichnamige 3D-animierte Neuauflage des Films mit einer neuen Handlung, die jedoch einige Ansätze der Realverfilmung von 2000 erneut aufgreift. Produktion, Regie und Drehbuch wurden unter anderem von Richard Claus (Produzent der Realverfilmung) verantwortet. In der englischsprachigen Originalvertonung des Animationsfilms liehen zudem Jim Carter und Alice Krige ihren aus der Realverfilmung angestammten Rollen als Geiermeier und Hildegard von Schlotterstein ihre Stimme.